# 亢村站
亢村站是一个京广线上的铁路车站，位于河南省获嘉县亢村镇，建于1905年，目前为四等站，邮政编码为453822。目前客运：办理旅客乘降；行李、包裹托运；货运：办理整车货物发到。